# Papa to Kiss in the Dark
Papa to Kiss in the Dark (パパと KISS IN THE DARK?) es una novela japonesa de género yaoi escrita por Ken Nanbara e ilustrada por Sae Momoki. Fue publicada en abril de 1999 por la editorial Hakusensha. En 2005, la novela fue adaptada a un OVA de dos partes, así como también a varios CD dramas. En junio de 2008, el anime fue lanzado en los Estados Unidos por Media Blasters bajo la licenciatura de Kitty Media.

## Argumento
Mira Munakata es un joven que está enamorado de su padre, el famoso actor de Hollywood, Kyōsuke Munakata. Es desconocido para el público que, además de ser padre e hijo, ambos son amantes. Cuando Mira cumple quince años comienza a asistir a la preparatoria, lugar donde se reencuentra con un viejo amigo de la infancia, Kazuki Hiro, el cual tiene sentimientos amorosos hacia él. Además, durante ese tiempo, Mira se entera de que en realidad es adoptado y deberá enfrentarse a algunos problemas y ganarse el amor de Kyōsuke, debido a que circulan rumores de que este va a casarse con la actriz Mitsuki Utsunomiya.

## Personajes
Mira Munakata (宗方 実良 Munakata Mira?)
Voz por: Hikaru Midorikawa
Mira es un estudiante de primer año de la Preparatoria Hakouh. Tiene un romance secreto con su padre, Kyōsuke, aunque en un principio cree que no puede estar con este debido a su relación consanguínea. Desarrolla celos al creer que su padre estaba saliendo con la famosa actriz de películas, Mitsuki Utsunomiya. Sin embargo, poco tiempo después descubre que no es hijo de Kyōsuke, quien en realidad resulta ser su tío, y a pesar de esto lo ama con un fervor implacable.
Kyōsuke Munakata (宗方 鏡介 Munakata Kyōsuke?)
Voz por: Shin'ichirō Miki
Kyōsuke es un famoso actor de Hollywood. Es el padre de Mira, con quien mantiene un romance secreto. Su mundo gira alrededor de su hijo y desde joven se ha dedicado a criarlo. Se sabe que aceptó hacerse cargo de Mira, quien en realidad es su sobrino, cuando tenía catorce años, debido a que no quería que su hermana mayor, Mitsuki, perdiese su oportunidad de ser famosa. Desde entonces, él ha criado a Mira como su hijo.
Kazuki Hiro (日野 一樹 Hiro Kazuki?)
Voz por: Susumu Chiba
Kazuki, también llamado Kazu, es el mejor amigo de Mira. Sueña con ser un gran jugador de fútbol y está enamorado de Mira desde que eran pequeños, sin embargo, jamás le ha dicho acerca de sus sentimientos puesto que sabe de la relación romántica con su padre. Al descubrir que Mira no era hijo biológico de Kyōsuke, le confiesa su amor, pero se da cuenta de que sus sentimientos no son correspondidos y decide esperar.
Mitsuki Utsunomiya / Mitsuki Munakata (宇都宮 美月 / 宗方 美月 Utsunomiya Mitsuki / Munakata Mitsuki?)
Voz por: Masako Katsuki
Mitsuki es la hermana mayor de Kyōsuke y madre biológica de Mira. Se embarazó a una edad muy joven, y decidió tener al bebé y criarlo por su cuenta. Sin embargo, no mucho tiempo después del nacimiento del bebé recibió una importante oferta de trabajo en Hollywood, un hecho que la llevó a renunciar a Mira y permitir que Kyōsuke lo criase como su hijo. Antes de saber que era su madre, Mira sentía celos y hasta indiferencia hacia ella, puesto que creía que estaba apartando a Kyōsuke de su lado.
Takayuki Utsunomiya (宇都宮 貴之 Utsunomiya Takayuki?)
Voz por: Takehito Koyasu
Takayuki es un estudiante de tercer año y presidente del consejo estudiantil. El primer día de clases, encuentra a Mira en los grados superiores, pues este se había perdido y desde entonces lo llama "gatito perdido". Parece tener cierto interés romántico hacia Mira, para gran molestia de Kazu. Es el hijastro de Mitsuki Utsunomiya, debido a que su padre se casó con ella. 
Shun Sakurai (桜井 旬 Sakurai Shun?)
Voz por: SHUN, Takuma Terashima (joven)
Shun es un amigo de la infancia de Mira y Kazu. Es guitarrista de una banda de música indie. Cierto día observa a Kyōsuke y Mitsuki juntos y cree (como todos los demás) que están saliendo.